# Two Rivers (Alaska)
Two Rivers és una concentració de població designada pel cens dels Estats Units a l'estat d'Alaska. Segons el cens del 2000 tenia 482 habitants.

## Demografia
Segons el cens del 2000, Two Rivers tenia 482 habitants, 177 habitatges, i 124 famílies La densitat de població era de 6,5 habitants/km².
Dels 177 habitatges en un 40,7% hi vivien nens de menys de 18 anys, en un 59,9% hi vivien parelles casades, en un 6,2% dones solteres, i en un 29,9% no eren unitats familiars. En el 24,9% dels habitatges hi vivien persones soles l'1,7% de les quals corresponia a persones de 65 anys o més que vivien soles. El nombre mitjà de persones vivint en cada habitatge era de 2,72 i el nombre mitjà de persones que vivien en cada família era de 3,19.
Per edats la població es repartia de la següent manera: un 31,1% tenia menys de 18 anys, un 6,2% entre 18 i 24, un 34,6% entre 25 i 44, un 26,6% de 45 a 60 i un 1,5% 65 anys o més.
L'edat mediana era de 34 anys. Per cada 100 dones de 18 o més anys hi havia 119,9 homes.
La renda mediana per habitatge era de 58.571 $ i la renda mediana per família de 58.661 $. Els homes tenien una renda mediana de 45.500 $ mentre que les dones 21.736 $. La renda per capita de la població era de 24.351 $. Cap de les famílies estaven per davall del llindar de pobresa.

## Poblacions més properes
El següent diagrama mostra les poblacions més properes.